# Tărtăriatabletten

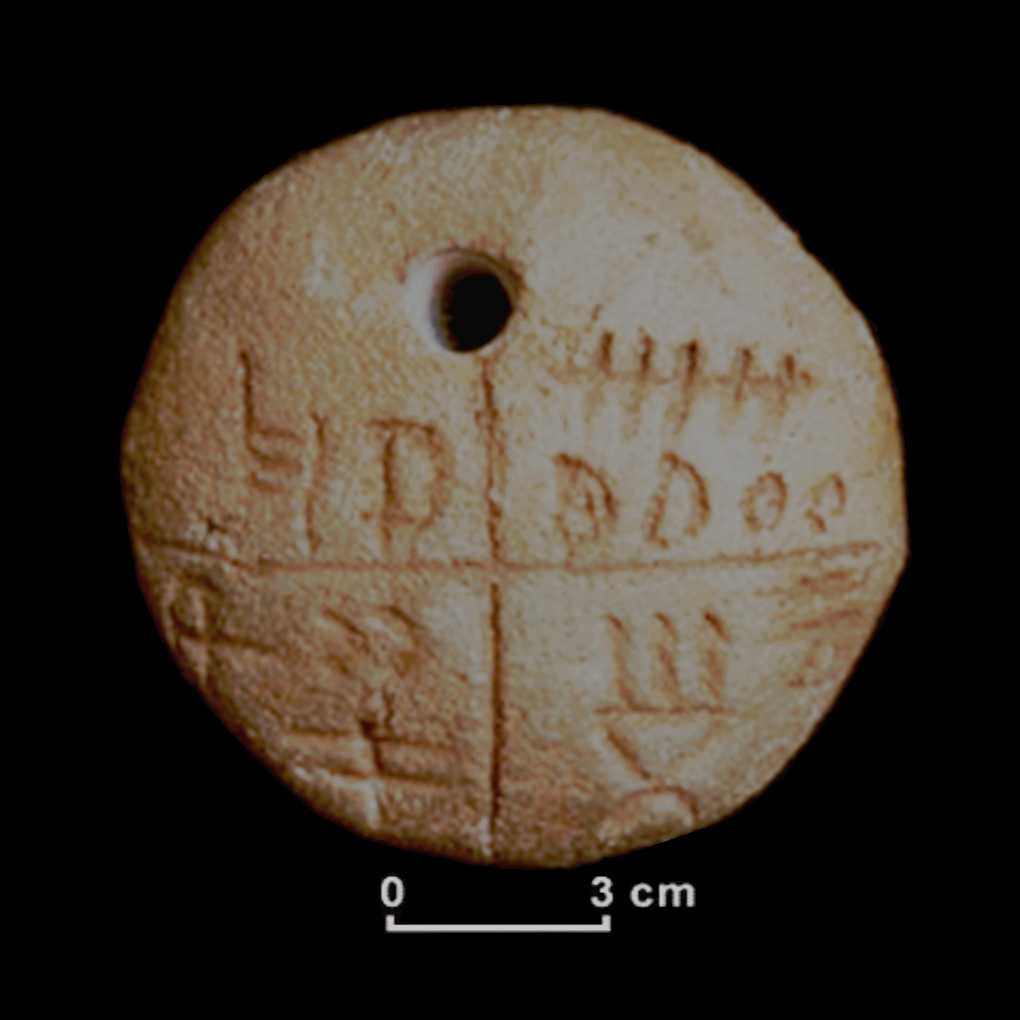
Een van de Tărtăria-tabletten

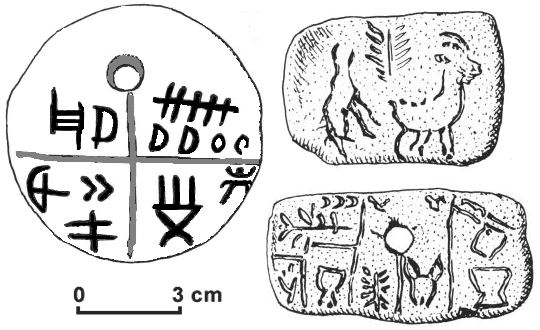
Illustraties van elk van de drie tabletten

De Tărtăriatabletten zijn drie kleitabletten, naar verluidt in 1961 ontdekt op een neolithische vindplaats in het dorp Tărtăria in de gemeente Săliștea, Transsylvanië. 
De tabletten tonen ingekerfde symbolen die in verband werden gebracht met de Vinča-symbolen. Ze waren het onderwerp van aanzienlijke controverses onder archeologen, van wie sommigen betoogden dat de symbolen de vroegst bekende schrijfvorm ter wereld vertegenwoordigden. Het nauwkeurig dateren van de tabletten is onmogelijk omdat de stratigrafie met betrekking tot hun ontdekking wordt betwist, en een warmtebehandeling die na hun ontdekking werd uitgevoerd de mogelijkheid heeft verhinderd om de tabletten rechtstreeks te dateren. 
Op basis van het verslag van hun ontdekking, dat de tabletten in verband brengt met de Vinčacultuur, en op indirect bewijs van geassociërde vondsten, stellen sommige wetenschappers voor dat de tabletten dateren uit ongeveer c. 5300 v.Chr., dat wil zeggen van vóór het Mesopotamische pictografische protoschrift.  Sommige geleerden hebben de authenticiteit van het verslag van hun ontdekking echter betwist, en suggereerden dat de tabletten een intrusie waren vanuit de bovenste lagen van de site.  Andere geleerden, die meer algemeen de radiokoolstofdata voor neolithisch Zuidoost-Europa betwisten, hebben gesuggereerd dat de Tărtăria-tekens op de een of andere manier verband houden met het Mesopotamische protoschrift, met name het Sumerische proto-spijkerschrift, waarvan zij beweerden dat het gelijktijdig was. 

## Ontdekking
In 1961 vonden leden van een team onder leiding van Nicolae Vlassa, een archeoloog bij het Nationaal Museum voor Transsylvanische Geschiedenis in Cluj-Napoca, naar verluidt drie ingekerfde maar nog niet gebakken kleitabletten, zesentwintig beeldjes van klei en steen, een schelpenarmband en de verbrande, gebroken en uiteengevallen botten van een volwassen vrouw. 
Er bestaat geen consensus over de interpretatie van de begrafenis, maar er werd gesuggereerd dat het lichaam waarschijnlijk dat van een gerespecteerde plaatselijke wijze, sjamaan of medium was. 

## Beschrijving
Twee van de tabletten zijn rechthoekig en de derde is rond.  Ze zijn allemaal klein, de ronde is slechts 6 cm in diameter. In twee, de ronde en een van de rechthoekige, zijn gaten geboord. Alle drie hebben symbolen die op slechts één kant zijn gegraveerd. Op het niet-doorboorde rechthoekige tablet zijn een gehoornd dier, een onduidelijke figuur en een plantaardig motief zoals een tak of boom afgebeeld. De andere tonen een verscheidenheid aan voornamelijk abstracte symbolen. 

### Datering
Werknemers van de conserveringsafdeling van het museum van Cluj bakten de oorspronkelijk ongebakken kleitabletten om ze te conserveren, waardoor het onmogelijk werd om de tabletten direct te dateren met C14-datering of thermoluminescentiedatering. 
Er wordt aangenomen dat de tabletten tot de Vinčacultuur behoorden, waarvan oorspronkelijk werd gedacht dat deze rond 2700 v.Chr. ontstond. De ontdekking trok de aandacht van de archeologische wereld omdat deze dateerde van vóór de Minoïsche hiërogliefen, het oudste bekende schrift in Europa.
Radiokoolstofdatering van de andere vondsten in Tărtăria, door associatie ook uitgebreid tot de tabletten, duwde de datum van de site (en dus van de hele Vinčacultuur) naar ongeveer 5.500 v.Chr., de tijd van de vroege Eridu-fase van de Sumerische beschaving in Mesopotamië. In het licht van ogenschijnlijk tegenstrijdig stratigrafisch bewijsmateriaal bleef dit echter betwist.
Er is beweerd dat als de symbolen inderdaad een vorm van schrift zijn, het schrift in de Donaucultuur ver ouder zou zijn dan het vroegste Sumerische spijkerschrift of de Egyptische hiërogliefen. Ze zouden dan 's werelds vroegst bekende vorm van schrift zijn.

## Betwiste authenticiteit
Het wordt betwist of de tabletten daadwerkelijk op de vermelde locatie zijn gevonden. Ook heeft Vlassa nooit de omstandigheden van de vondst en de stratigrafie besproken. 
De authenticiteit van de gravures is ook betwist. Een recente claim van vervalsing is gebaseerd op de gelijkenis tussen enkele van de symbolen en reproducties van Sumerische symbolen in populaire Roemeense literatuur die op het moment van de ontdekking beschikbaar was.